# Abd al-Samad
Abd al-Ṣamad fue un creador de miniatura persa del siglo XVI.

## Biografía

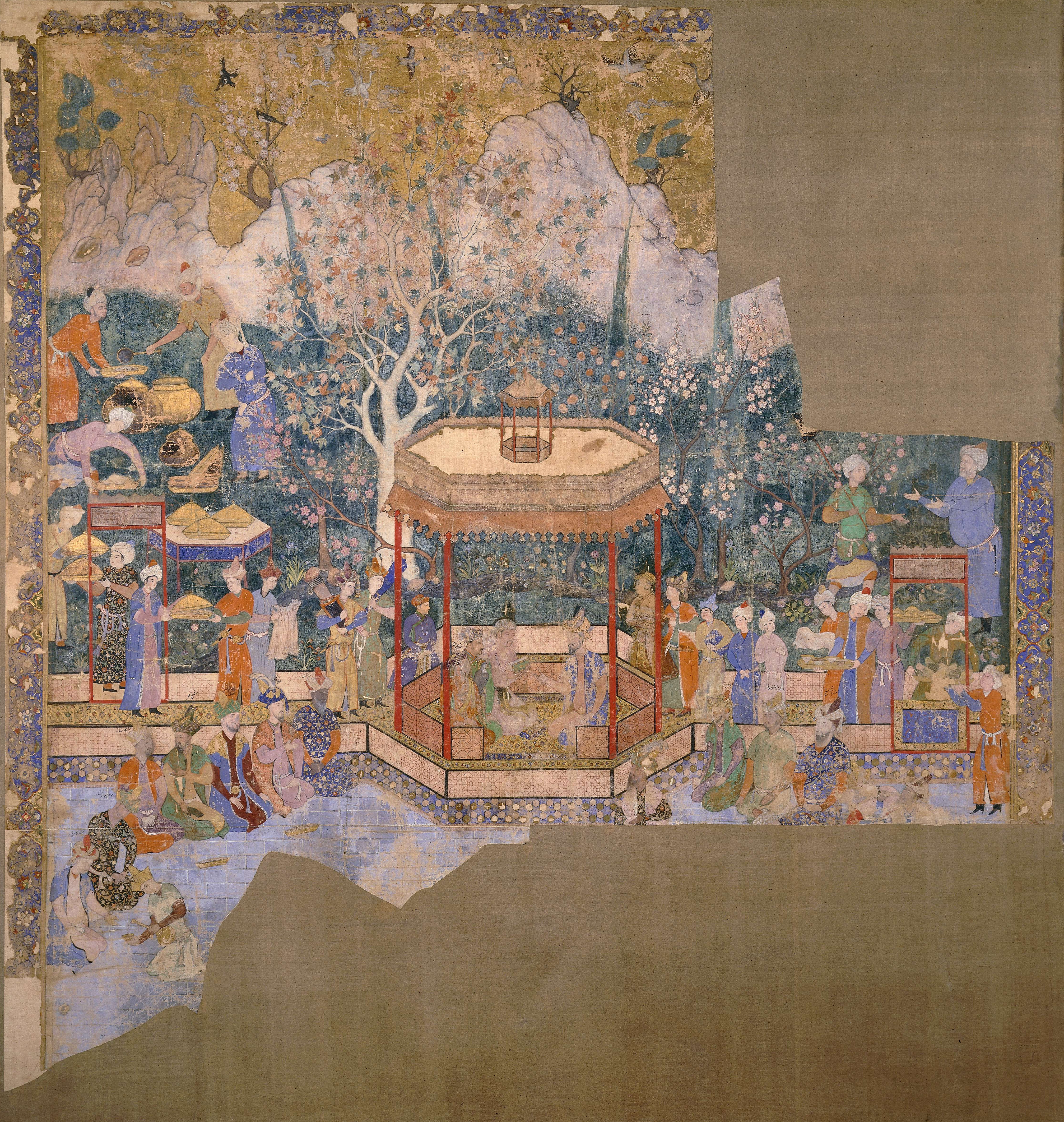
Príncipes de la Casa de Timur, miniatura mogol atribuida a ʽAbd al-Ṣamad.

Nació en Irán, viajó a la India y se convirtió en uno de los primeros miembros del taller imperial de la región. Mediante sus enseñanzas en la India, él y su compatriota Mīr Sayyid Alī desempeñaron un importante papel en la fundación de la escuela de pintura mogol. 
Abd al-Ṣamad supervisó la mayoría de ilustraciones del manuscrito mogul Dāstān-e Amīr Ḥamzeh o Hamzanama, el cual incluye cerca de 1400 pinturas. Fue privilegiado por la corte, siendo designado en 1576 Maestro de la Casa de la Moneda y en 1584 fue hecho dīwān (comisionado de ingresos) de Multan.
- Datos: Q307497
- Multimedia: Abdul-Samad / Q307497